# Tang Suzong
Tang Suzong (nascido em yihai, 711 – 16 de maio de 762; reinou de 756 a 762), nome pessoal Li Heng, também conhecido como Li Sisheng (李嗣升), conhecido como Li Jun (李浚) de 725 a 736, conhecido como Li Yu (李璵) de 736 a 738, brevemente conhecido como Li Shao (李紹) em 738, foi um imperador da Dinastia Tang chinesa e filho do Imperador Xuanzong.
Suzong ascendeu ao trono após seu pai fugir para Sichuan durante a Rebelião de An Lushan em 756; Li Heng havia fugido na direção oposta, para Lingwu, onde foi declarado imperador pelo exército. Grande parte do reinado do Imperador Suzong foi gasto em suprimir a mencionada rebelião, que foi finalmente controlada em 763 durante o reinado de seu filho Imperador Daizong.
Durante o reinado do Imperador Suzong, a tradição dos eunucos se tornando oficiais de alto escalão começou, com Li Fuguo se tornando comandante da guarda imperial e possuindo poder quase absoluto próximo ao reinado do Imperador Suzong.
Li Fuguo se aliou e se tornou amigo da esposa do Imperador Suzong, a Imperatriz Zhang, no início do reinado do Imperador Suzong, e em uma aliança de poder, ambos limparam a corte de qualquer oposição contra eles, mas no final do reinado do Imperador Suzong, ambos se tornaram inimigos. Em 762, com o Imperador Suzong gravemente doente, Li Fuguo matou Imperatriz Zhang em uma luta pelo poder e pouco depois disso, o Imperador Suzong morreu.
Ele foi sucedido por seu filho Imperador Daizong, que eventualmente conseguiu matar Li Fuguo, mas a tradição dos eunucos no poder havia começado. A morte de Suzong em 16 de maio ocorreu apenas 13 dias após a morte de seu pai, o Imperador Xuanzong.

## Início de vida
Li Sisheng nasceu em 711, durante o segundo reinado de seu avô Imperador Ruizong, como o terceiro filho de seu pai, então o Príncipe Herdeiro, Li Longji, que mais tarde se tornaria o Imperador Xuanzong. Sua mãe, Consorte Yang Guipin (postumamente Imperatriz Yuanxian), era da família imperial da antiga Dinastia Sui.
Seu tataravô Yang Shida (楊士達) foi um oficial de alto escalão durante a Dinastia Sui e recebeu o título de Príncipe de Zheng (鄭王). Seu pai, Yang Zhiqing (楊知慶), era um general da guarda imperial durante a Dinastia Tang. Na época em que a Consorte Yang Guipin estava grávida de Li Sisheng, Li Longji estava envolvido em uma luta pelo poder com sua tia, irmã do Imperador Ruizong, a Princesa Taiping, e dizia-se que a Princesa Taiping havia colocado muitos associados no palácio do príncipe herdeiro para espionar Li Longji e que ela não queria que ele tivesse muitos filhos. (Ele já tinha dois até aquele ponto — os irmãos mais velhos de Li Sisheng, Li Sizhi, posteriormente chamado de Li Cong (por Consorte Liu) e Li Siqian, posteriormente chamado de Li Ying (por Consorte Zhao).)

Li Longji estava preocupado que, se a Princesa Taiping descobrisse que Yang Guipin estava grávida, os associados da Princesa Taiping pudessem prejudicá-lo, e ele falou com um associado próximo, Zhang Shuo, dizendo: 
"Uma pessoa poderosa não queria que eu tivesse muitos filhos. Tenho medo de que essa mulher se torne um alvo. O que você acha?"
Li Longji começou a preparar um caldo de ervas que, na medicina tradicional chinesa, acreditava-se ser capaz de induzir um aborto, mas enquanto o fazia, adormeceu e teve um sonho em que um deus desceu e virou o ding que continha o caldo. Quando ele contou isso a Zhang também, Zhang respondeu: "Isso é vontade dos céus. Você não deve se preocupar".  (As a result, later on in life, Li Sisheng would feel personally indebted to Zhang Shuo.)
Em 712, o Imperador Ruizong passou o trono para Li Longji, que assumiu o trono como Imperador Xuanzong, mas o Imperador Ruizong reteve o poder real como Taishang Huang (imperador aposentado). Pouco depois de o Imperador Xuanzong assumir o trono, o Imperador Ruizong, como imperador aposentado, foi quem criou Li Sisheng Príncipe de Shan.
(Após o Imperador Xuanzong suprimir os associados da Princesa Taiping em 713 e forçá-la a cometer suicídio, o Imperador Ruizong transferiu as autoridades imperiais para o Imperador Xuanzong e não se envolveu mais na política.) Li Siqian, cuja mãe, Consorte Zhao, era então a concubina favorita do Imperador Xuanzong, foi criado príncipe herdeiro. Li Sisheng, embora sua mãe estivesse viva, foi criado pela esposa do Imperador Xuanzong, Imperatriz Wang, que ela mesma não tinha filhos.
Dizia-se que na infância ele era gentil e estudioso, e o Imperador Xuanzong estava satisfeito com ele. O Imperador Xuanzong, portanto, fez com que os funcionários He Zhizhang (賀知章), Pan Su (潘肅), Lü Xiang (呂向), Huangfu Bin (皇甫彬) e Xing Su (邢璹) o acompanhassem em seus estudos.
Em 724, devido às maquinações de Consorte Wu, que na época se tornara a concubina favorita do Imperador Xuanzong, a Imperatriz Wang foi deposta e morreu pouco depois. A partir daí, Consorte Wu iniciou uma campanha, em associação com o chanceler Li Linfu, para fazer de seu próprio filho Li Qing Príncipe de Shou, o príncipe herdeiro, mas não conseguiu inicialmente ter sucesso. Enquanto isso, em 726, o título de Li Sisheng foi alterado para Príncipe de Zhong, e seu nome foi alterado para Li Jun. Em 728, sua própria mãe, Consorte Yang Guipin, morreu.
Em 729, quando houve uma incursão dos Khitan e dos Kumo Xi, Li Jun foi colocado no comando titular do exército enviado para repelir os Khitan e os Xi, com o segundo primo do Imperador Xuanzong, Li Hui (李褘), o Príncipe de Xin'an, no comando real do exército. Depois que Li Hui derrotou os Khitan e os Xi, Li Jun foi mesmo assim recompensado com o título honorífico de Situ (司徒), um dos Três Ministros Ducais. Em 735, seu nome foi alterado para Li Yu.
Em 737, devido às maquinações de Consorte Wu, Li Ying, junto com seus irmãos Li Yao (李瑤), o Príncipe de E, e Li Ju (李琚), o Príncipe de Guang, foi acusado de crimes, deposto e forçado a cometer suicídio. Consorte Wu e Li Linfu continuaram a fazer lobby para que Li Qing (cujo nome foi alterado para Li Mao nesse ponto) fosse criado príncipe herdeiro, mas com Consorte Wu tendo morrido ela mesma mais tarde em 737 e o Imperador Xuanzong acreditando que Li Yu era capaz, ele hesitou.
A pedido do eunuco Gao Lishi, que acreditava que um de seus filhos mais velhos deveria ser feito príncipe herdeiro, o Imperador Xuanzong criou Li Yu príncipe herdeiro em 738 e o renomeou Li Shao. (Como foi rapidamente apontado que ele compartilhava um nome com o príncipe herdeiro Liu Shao da dinastia Liu Song, que matou seu pai e usurpou o trono, seu nome foi então rapidamente alterado para Li Heng e não mudaria novamente depois disso.) Uma de suas consortes, Consorte Wei, irmã do oficial Wei Jian (韋堅), foi criada princesa herdeira.

## Como príncipe herdeiro

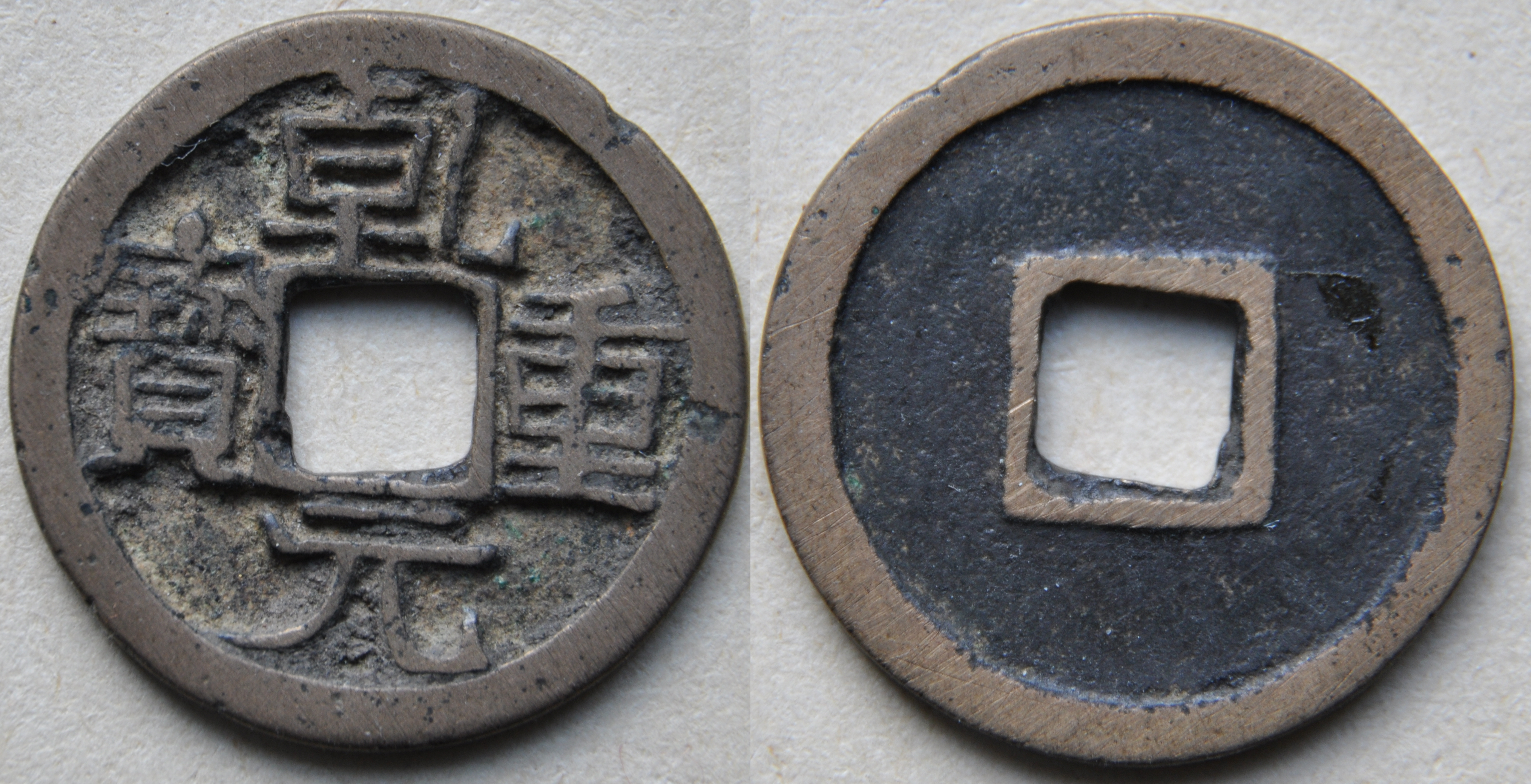
"Qianyuan SuZong" durante o reinado do Imperador Suzong

A ascensão de Li Heng ao posto de príncipe herdeiro foi contra os desejos de Li Linfu e também porque Wei Jian, que ganhou favor do Imperador Xuanzong devido à sua habilidade em aumentar as receitas do tesouro imperial, estava se tornando um rival de Li Linfu na corte. Li Linfu procurou maneiras de incriminar tanto Wei quanto Li Heng. Em 746, quando o oficial Yang Shenjin (楊慎矜), instigado por Li Linfu, relatou ao Imperador Xuanzong que, numa noite, Li Heng encontrou Wei enquanto ambos passeavam e, pouco depois, Wei encontrou um amigo seu, o general Huangfu Weiming (皇甫惟明) em um templo taoísta, Li Linfu usou esses incidentes para acusar Wei e Huangfu de secretamente jurarem lealdade a Li Heng e planejarem remover o Imperador Xuanzong para substituí-lo por Li Heng.
Wei e Huangfu foram presos e interrogados por Yang, Wang Hong (王鉷) e Ji Wen (吉溫), mas o Imperador Xuanzong, que não queria que o caso se transformasse em um grande incidente, embora acreditasse nas acusações de Li Linfu, rebaixou Wei e Huangfu para fora da capital e, por enquanto, interrompeu a investigação. No entanto, quando os irmãos de Wei Jian, Wei Lan (韋蘭) e Wei Zhi (韋芝), apresentaram uma defesa de seu irmão Wei Jian mais tarde em 746 - e a defesa citava palavras de Li Heng - o Imperador Xuanzong ficou enfurecido.
Li Heng, com medo, se divorciou da Princesa Herdeira Wei e pediu que os irmãos Wei fossem punidos. Os irmãos Wei, junto com vários de seus associados - incluindo o ex-chanceler Li Shizhi, Wei Bin (韋斌), sobrinho de Wei Jian Li Quan (李琄) o Príncipe de Xue, Pei Kuan (裴寬) e Li Qiwu (李齊物) - foram todos rebaixados. (Em 747, por instigação de Li Linfu, os irmãos Wei, Huangfu e Li Shizhi foram forçados a cometer suicídio.)
Mais tarde em 746, outro incidente quase trouxe desastre para Li Heng. Uma das outras consortes de Li Heng, Consorte Du, era filha do oficial Du Youlin (杜有鄰). O cunhado de Consorte Du, Liu Ji (柳勣), teve uma disputa com a família Du e os acusou falsamente de praticar bruxaria a favor de Li Heng. Li Linfu fez com que Ji Wen interrogasse Liu, e Ji também implicou Liu no suposto complô. Du Youlin, Liu e o amigo de Liu, Wang Zeng (王曾), foram todos chicoteados até a morte, e Li Heng sentiu-se compelido a expulsar Consorte Du do palácio também. Li Linfu também usou esse caso para fazer com que outros dois oficiais amigos de Liu, Li Yong (李邕) e Pei Dunfu (裴敦復), fossem executados por chicoteamento.
Em 747, quando um dos generais favoritos do Imperador Xuanzong, An Lushan, visitou a capital Chang'an para prestar homenagem ao Imperador Xuanzong, An, que não era Han, inicialmente se recusou a se curvar para Li Heng - fingindo que era leal apenas ao Imperador Xuanzong e a mais ninguém, incluindo o príncipe herdeiro, e que ele nem sabia o que era um príncipe herdeiro.
Somente após o Imperador Xuanzong explicar o que é um príncipe herdeiro - o imperador reserva, para sucedê-lo mais tarde - An concordou em se curvar para Li Heng. Isso fez com que o Imperador Xuanzong favorecesse ainda mais An, mas também mais tarde fez com que An ficasse apreensivo se Li Heng continuaria a sentir ressentimento contra ele pelo incidente.
Mais tarde em 747, Li Linfu tentou usar mais um caso para minar Li Heng. O general Wang Zhongsi, que foi criado com Li Heng dentro do palácio devido ao fato de que seu pai, Wang Haibin (王海賓), morreu em batalha a serviço do império, foi acusado de interferir na campanha de outro general, Dong Yan'guang (董延光), contra o Império Tibetano.
Li Linfu ampliou a acusação para uma alegação de que Wang estava planejando iniciar um golpe para derrubar o Imperador Xuanzong e substituí-lo por Li Heng. Por intercessão de outro general, Geshu Han, no entanto, Wang foi poupado da morte, e Li Heng não foi implicado. Dizia-se que durante este período, Li Linfu fez outras tentativas de minar Li Heng, mas com Gao Lishi e o filho de Zhang Shuo, Zhang Ji (張垍), que havia se casado com a irmã de Li Heng, Princesa Ningqing, protegendo Li Heng, ele escapou ileso todas as vezes.
Em 754, o chanceler no poder era Yang Guozhong (Li Linfu falecera em 752), primo da então concubina favorita do Imperador Xuanzong, Yang Guifei (não relacionada à mãe de Li Heng). Yang Guozhong e An estavam envolvidos em uma luta pelo poder, e Yang acusou repetidamente An de planejar uma rebelião, mas o Imperador Xuanzong não acreditava, embora Li Heng eventualmente concordasse com Yang Guozhong.
No final de 755, com Yang Guozhong tentando repetidamente provocar An para uma rebelião, An finalmente o fez, de sua base em Fanyang (范陽, na moderna Pequim). Após o início da rebelião, o Imperador Xuanzong brevemente considerou fazer de Li Heng o regente, mas a pedido da Consorte Yang e suas três irmãs (que temiam que Li Heng agisse contra elas se tivesse poderes de regente), ele não o fez de fato.
No verão de 756, An declarou um novo estado de Yan como seu imperador, e suas forças estavam se aproximando de Chang'an.
Em 14 de julho de 756, O Imperador Xuanzong, com Yang Guozhong sugerindo que fugissem para o Circuito de Jiannan (劍南, sediado na moderna Chengdu), abandonou Chang'an e fugiu com Gao Lishi, Yang Guozhong, Wei, Li Heng, Consorte Yang e sua família. No dia seguinte, 15 de julho, os guardas imperiais acompanhando o imperador, enfurecidos com Yang Guozhong, se revoltaram na Estação de Mawei (馬嵬, na moderna Baoji, Shaanxi) e o mataram, forçando o Imperador Xuanzong a também matar a Consorte Yang.
O Imperador Xuanzong então se preparou para continuar em direção a Jiannan. As pessoas na região de Mawei tentaram persuadir o Imperador Xuanzong a não prosseguir, acreditando que Chang'an poderia ser recapturada. O Imperador Xuanzong pediu a Li Heng para tentar confortar as pessoas. No entanto, uma vez que Li Heng deixou a presença do Imperador Xuanzong, Li Fuguo e os filhos de Li Heng, Li Tan o Príncipe de Jianning e Li Chu o Príncipe de Guangping, persuadiram Li Heng a não seguir o Imperador Xuanzong para Jiannan - argumentando que, com as barreiras físicas entre Chang'an e Jiannan, uma vez que tivessem deixado a região, Chang'an não poderia mais ser capturada.
Li Heng concordou e fez com que Li Chu comunicasse isso ao Imperador Xuanzong. O Imperador Xuanzong concordou com a decisão de Li Heng, mas ele próprio continuou em direção a Jiannan. Li Heng, escoltado por um pequeno número de soldados guardas comandados por Li Tan, então seguiu para a cidade fronteiriça de Lingwu. Com o exército em Lingwu pressionando-o para assumir o título imperial, Li Heng se declarou imperador em 13 de agosto (como Imperador Suzong).
Quando a notícia disso chegou ao Imperador Xuanzong em Jiannan, o Imperador Xuanzong reconheceu o Imperador Suzong como imperador e assumiu o título de Taishang Huang (imperador aposentado), embora continuasse a exercer alguma autoridade imperial - incluindo, por exemplo, emitir um édito que honrava postumamente a mãe do Imperador Suzong, Consorte Yang, como Empress Yuanxian. (Alguns historiadores, incluindo o historiador moderno Bo Yang, acreditavam que a contínua emissão de éditos pelo Imperador Xuanzong, embora não conflitantes à primeira vista com a autoridade do Imperador Suzong, causava pressão sobre o Imperador Suzong para tentar recapturar Chang'an o mais rápido possível para evitar qualquer contenda pelo trono - seja na forma do próprio Imperador Xuanzong retomando a autoridade imperial ou na forma de outro príncipe imperial se erguendo para derrotar Yan).

## Reinado

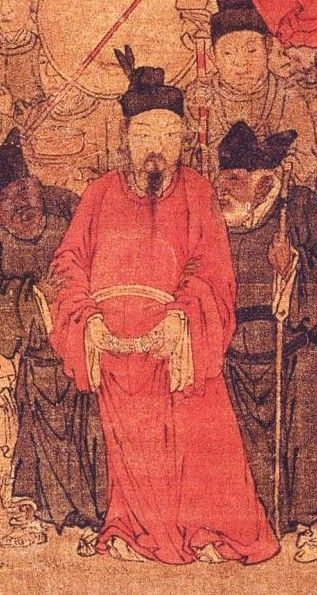
"Saudação ao Imperador em Wangxian" (望賢迎駕圖), provavelmente uma pintura do século XIII, detalhe de Tang Suzong

Após se tornar imperador, Suzong direcionou seus esforços para recapturar Chang'an das forças Yan, pois estas enfrentavam uma forte resistência por parte do povo da região de Guanzhong (ou seja, a região ao redor de Chang'an) e não conseguiam manter o controle firme sobre a região. (Neste ponto, An Lushan havia sido assassinado e sucedido por seu filho An Qingxu, como o imperador de Yan).
No entanto, uma tentativa imediata de fazê-lo, comandada pelo chanceler Fang Guan, foi derrotada pelas forças Yan perto de Chang'an, com pesadas perdas. Ao mesmo tempo, o irmão de Suzong, Li Lin, o Príncipe de Yong, tentou desafiá-lo, buscando efetivamente se separar com a região ao sul do Rio Yangtze, mas foi rapidamente derrotado e morto por forças leais a Suzong. A corte de Suzong também estava repleta de lutas internas, com Li Fuguo aliado à concubina favorita de Suzong, Consort Zhang, em oposição a Li Chu, Li Tan e ao conselheiro de confiança de Suzong, Li Mi.
No início de 757, após Li Tan acusar repetidamente Li Fuguo e Consort Zhang de corrupção, estes, por sua vez, o acusaram falsamente de tentar assassinar Li Chu, que era mais velho do que ele, para se tornar o herdeiro. Suzong, irritado, ordenou que Li Tan cometesse suicídio, o que gerou temor em Li Chu e Li Mi. Li Chu considerou assassinar Li Fuguo e Consort Zhang, mas, por insistência de Li Mi, interrompeu seus planos.
Encontrando dificuldades para recapturar Chang'an apenas com suas próprias tropas, Suzong fez uma aliança com Bayanchur Khan Yaoluoge Moyanchuo, do Huige, onde as forças Huige chegaram ao quartel-general de Suzong em Fengxiang para se juntar às tropas de elite de Tang, convocadas do Circuito de Anxi e das Regiões Ocidentais (Xiyu). (Suzong fez isso prometendo que as forças Huige teriam permissão para saquear a região de Chang'an assim que fosse recapturada).
Li Mi sugeriu que essas forças fossem usadas para atacar primeiro a base de poder de Yan em Fanyang, para eliminar a possibilidade de uma recuperação de Yan. Suzong optou por não fazê-lo e decidiu atacar Chang'an primeiro, com Li Chu no comando das forças conjuntas. As forças recapturaram Chang'an no outono de 757, permitindo que Suzong reconstruísse sua administração na capital. (As forças Huige estavam prontas para saquear Chang'an, mas Li Chu se curvou ao príncipe Huige que comandava as tropas Huige para pleitear o adiamento do saque - apontando que se o saque fosse realizado, o povo da capital oriental Luoyang, então servindo como a capital de Yan, resistiria fortemente, e pedindo que Huige saqueasse Luoyang em vez disso. O príncipe Huige concordou).
Após a recaptura de Chang'an, Li Mi renunciou e tornou-se eremita, deixando Li Fuguo, Consort Zhang (que foi então criada imperatriz) e Li Chu como as figuras principais na corte, e Li Fuguo, no comando da guarda imperial, logo teria poderes supremos, tanto que até mesmo Suzong temia ofendê-lo.
Enquanto isso, a Imperatriz Zhang queria tornar seu filho Li Shao o príncipe herdeiro, mas Suzong, acreditando que Li Chu, que era seu filho mais velho, era capaz e talentoso, o tornou príncipe herdeiro e mudou seu nome para Li Yu. Suzong também recebeu de volta o Imperador Xuanzong de Jiannan e o alojou em um palácio convertido da antiga residência do Imperador Xuanzong como um príncipe imperial, o Palácio Xingqing. Um mês após a recaptura de Chang'an, as forças Tang e Huige recapturaram também Luoyang, que sofreu pesado saque pelas tropas Huige. An Qingxu fugiu para Yecheng e assumiu posição lá, mas a maioria do território Yan se submeteu novamente ao Tang, e a guerra parecia estar prestes a terminar. Para cimentar a aliança com o Huige, o Imperador Suzong também deu sua filha, a Princesa Ningguo, em casamento a Yaoluoge Moyanchuo.
Al-Mansur enviava regularmente suas delegações diplomáticas para a China. As delegações de Al-Mansur eram conhecidas na China como "Heiyi Dashi" ("Árabes de Manto Negro"). Em 756, al-Mansur enviou 3.000 mercenários para ajudar o Imperador Suzong da Dinastia Tang na rebelião de An Lushan. Um massacre de mercadores muçulmanos árabes e persas estrangeiros pelo ex-general rebelde Yan Tian Shengong ocorreu durante a rebelião de An Lushan no massacre de Yangzhou (760)
No entanto, em 758, um dos principais generais de Yan que havia se submetido a Tang, Shi Siming, alegando que houve um complô do Imperador Suzong e do general Tang Li Guangbi, para que seu subordinado Wu Cheng'en o assassinasse, re-rebelou e avançou para o sul. Na primavera de 759, ele enfrentou as forças Tang que sitiavam An Qingxu em Yecheng, e embora a batalha inicial tenha sido indecisa, as forças Tang entraram em pânico durante a batalha e entraram em colapso, permitindo que o cerco de Yecheng fosse levantado.
Shi Siming então levou An Qingxu para uma armadilha e o matou, assumindo como o imperador de Yan e avançando ainda mais para o sul para recapturar Luoyang, tornando-a novamente a capital de Yan. No entanto, suas tentativas posteriores de avançar contra Chang'an foram bloqueadas por Li Guangbi, e as forças de Yan e Tang entraram em um impasse.
Enquanto o impasse continuava, em 760, após o eunuco Xing Yan'en relatar ao Imperador Suzong que o general Liu Zhan estava desobedecendo ordens e que o nome de Liu estava em profecias místicas, o Imperador Suzong aceitou a sugestão de Xing de encontrar uma maneira de eliminar Liu. Após Liu descobrir isso, ele foi forçado a se rebelar no final de 760; ele teve sucessos contra outros generais Tang e controlou a região do baixo Yangtze por vários meses até ser derrotado por outro general Tang, Tian Shen'gong.
Enquanto isso, o Imperador Xuanzong estabeleceu uma rotina no Palácio Xingqing, com Chen Xuanli e Gao Lishi cuidando dele. Também frequentemente o atendiam sua irmã Li Chiying, a Princesa Yuzhen, a dama-de-companhia Ru Xianyuan, e os eunucos Wang Cheng'en e Wei Yue. Os músicos imperiais frequentemente tocavam para ele, e ele frequentemente subia a Torre Changqing para receber os bons desejos do povo. Ele também frequentemente realizava festas para generais e pessoas de Jiannan, com Li Chiying e Ru servindo como anfitriãs.
Os assistentes do Imperador Xuanzong menosprezavam Li Fuguo. Para retaliar, Li Fuguo começou a tentar convencer o Imperador Suzong de que o Imperador Xuanzong e seus assistentes estavam tramando para retomar o poder. Em 760, com a aprovação tácita, embora não explícita, do Imperador Suzong, em uma ocasião em que o Imperador Xuanzong estava passeando, Li Fuguo interceptou-o e o forçou a voltar ao palácio principal.
Mesmo nessa ocasião, no entanto, Gao não se submeteu a Li Fuguo e até gritou com Li Fuguo para que ele descesse de seu cavalo e acompanhasse o Imperador Xuanzong a pé, junto com Gao. Pouco depois de o Imperador Xuanzong ter sido movido à força, Li Fuguo obrigou Chen a se aposentar, Li Chiying a voltar para seu templo (ela havia se tornado uma freira taoísta ordenada em 711), e exilou Gao, Wang, Wei e Ru. O Imperador Suzong então fez com que suas filhas, as Princesas Wan'an e Xianyi, cuidassem do Imperador Xuanzong, mas o Imperador Xuanzong, tendo perdido seus assistentes confiáveis, ficou calado e doente. Por enquanto, o Imperador Suzong frequentemente visitava o Imperador Xuanzong, mas ele próprio adoecia também e raramente visitava.
Ele também se arrependeu de permitir que Li Fuguo tomasse essas ações e considerou matá-lo, mas hesitou e, no final, não o fez porque Li Fuguo comandava a guarda imperial. Na verdade, a partir daí, Li Fuguo se tornou ministro da defesa, e o Imperador Suzong frequentemente era forçado a cumprir seus desejos no que dizia respeito ao governo, embora o Imperador Suzong recusasse seus desejos de se tornar chanceler.
Em 761, Shi Siming foi assassinado e sucedido por seu filho Shi Chaoyi, e dizia-se que outros generais de Yan, que eram originalmente iguais a Shi Siming, começaram a desobedecer às ordens de Shi Chaoyi. Assim, as forças Tang foram capazes de repelir as forças de Yan, mas não conseguiram expulsar Shi Huaiyi de Luoyang, e a vitória final sobre Yan não viria durante a vida do Imperador Suzong.
No verão de 762, o Imperador Xuanzong morreu. O Imperador Suzong estava acamado neste ponto, e dizia-se que ele ficou tão entristecido com a morte do Imperador Xuanzong que sua doença se agravou ainda mais. Ele então concedeu poderes de regente a Li Yu. Neste ponto, a Imperatriz Zhang e Li Fuguo não eram mais aliados, e a Imperatriz Zhang convocou Li Yu, querendo uma aliança com ele para matar Li Fuguo e seu subordinado Cheng Yuanzhen. Li Yu recusou, apontando que isso causaria alarme ao Imperador Suzong, que estava muito doente.
A Imperatriz Zhang então entrou em uma aliança com o irmão mais novo de Li Yu, Li Xi, o Príncipe de Yue, e eles tentaram armar uma armadilha para Li Fuguo, com 200 eunucos leais a ela e a Li Xi prontos para agir contra Li Fuguo. Em 14 de maio de 762, a Imperatriz Zhang e Li Xi convenceram o Imperador Suzong a emitir um édito imperial, acusando Li Fuguo de traição e ordenando sua prisão e execução, Ela emitiu uma ordem em nome do Imperador Suzong, convocando Li Yu ao palácio. No entanto, Cheng recebeu essa notícia e a relatou a Li Fuguo e Li Yu, e Cheng então escoltou Li Yu para a sede da guarda imperial.
As guardas imperiais comandadas por Li Fuguo e Cheng então entraram no palácio e prenderam a Imperatriz Zhang, Li Xi e seus associados. Dizia-se que, com o Imperador Suzong descansando no Salão Changsheng (長生殿), os soldados arrastaram a Imperatriz Zhang e as damas de companhia e eunucos presentes para longe de sua presença. O Imperador Suzong ficou supostamente sozinho sem assistentes. Ele morreu em 16 de maio, apenas 13 dias após a morte do Imperador Xuanzong. Li Fuguo executou a Imperatriz Zhang, Li Xi e Li Xian (李僩), o Príncipe de Yan, e então declarou Li Yu como imperador (como Imperador Daizong).

## Chanceleres durante o reinado
- Wei Jiansu (756–757)
- Cui Yuan (756–758)
- Fang Guan (756–757)
- Pei Mian (756–757)
- Cui Huan (756–757)
- Li Lin (757–758)
- Miao Jinqing (757–759, 760–762)
- Zhang Gao (757–758)
- Wang Yu (758–759)
- Lü Yin (759, 759–760)
- Li Xian (759)
- Li Kui (759–761)
- Diwu Qi (759)
- Xiao Hua (761–762)
- Pei Zunqing (761–762)
- Yuan Zai (762)

## Consortes e descendência
- Princesa Herdeira, do clã Wei de Jingzhao (皇太子妃 京兆韋氏／韦氏; falecida em 757)
  - Li Xian, Príncipe Yan (兗王 李僴／李伣; falecido em 762), sexto filho
  - Princesa Yonghe (永和公主; falecida em 768), oitava filha
    - Casou-se com Wang Quan de Langya, Duque Xintai (瑯琊 王詮／王诠), e teve descendência (três filhos, uma filha)

  - Princesa Yongmu (永穆公主), nome pessoal Shu (淑)
    - Casou-se com Wei Hui de Jingzhao (京兆 韋會／韦会), e teve descendência (uma filha)
- Imperatriz, do clã Zhang (皇后 張氏／张氏; falecida em 762)
  - Li Zhao, Príncipe Herdeiro Gongyi (恭懿皇太子 李佋; 753–760), 12º filho
  - Uma filha (nascida em 755)
  - Li Dong, Príncipe Ding (定王 李侗; falecido em 762), 13º filho
- Imperatriz Zhangjing, do clã Wu (章敬皇后 吳氏／吴氏; 713–730)
  - Li Yu, Daizong (代宗 李豫; 726–779), primeiro filho
  - Princesa Hezheng (和政公主; 728–764), segunda filha
    - Casou-se com Liu Tan de Hedong (河東 柳潭／河东 柳潭; falecido em 768) em 750, e teve descendência (cinco filhos, três filhas)
- Consorte Cui, do clã Cui (崔妃 崔氏)
- Primeira Concubina Imperial, do clã Pei (昭儀 裴氏／昭仪裴氏)
  - Li Guang, Príncipe Xiang (襄王 李僙; falecido em 791), nono filho
- Dama da Justiça, do clã Chen (婕妤 陳氏／陈氏)
  - Li Jin, Príncipe Peng (彭王 李僅; falecido em 783), quinto filho
- Dama da Justiça, do clã Duan (婕妤 段氏)
  - Li Chui, Príncipe Qi (杞王 李倕; falecido em 798), décimo filho
- Beleza, do clã Zhang (美人 張氏／张氏)
  - Li Ting, Príncipe Jing (涇王 李侹／泾王 李侹; falecido em 784), sétimo filho
- Senhora, do clã Sun (宮人 孫氏／孙氏)
  - Li Xi, Príncipe Yue (越王 李系; falecido em 762), segundo filho
- Senhora, do clã Zhang (宮人 張氏／张氏)
  - Li Tan, Imperador Chengtian (承天皇帝 李倓; falecido em 757), terceiro filho
- Senhora, do clã Wang (宮人 王氏)
  - Li Bi, Príncipe Wei (衛王 李佖／卫王 李佖), quarto filho
- Desconhecido
  - Li Rong, Príncipe Yun (鄆王 李榮/郓王 李荣), oitavo filho
  - Li Xi, Príncipe Song (宋王 李僖), 14º filho
  - Princesa Su (宿公主)
    - Casou-se com Doulu Zhan de Changli (昌黎 豆盧湛／豆卢湛)

  - Princesa Xiao (蕭公主／箫公主), segunda filha
    - Casou-se com Zheng Xun de Xingyang (滎陽 鄭巽／荥阳 郑巽)
    - Casou-se com Xue Kangheng de Hedong (河東 薛康衡／河东 薛康衡) em 758

  - Princesa Tan (郯公主; 729–786), quinta filha
    - Casou-se com Zhang Qing, Duque Fanyang (張清／张清), e teve descendência (um filho)

  - Princesa Ji (紀公主／纪公主; 733–807), nome pessoal Shu (淑), sexta filha
    - Casou-se com Zheng Pei de Xingyang (滎陽 鄭沛／荥阳 郑沛; 738–796) em 759, e teve descendência (um filho, uma filha)

  - Princesa Gao (郜公主; falecida em 790)
    - Casou-se com Pei Hui de Hedong (河東 裴徽／河东 裴徽; falecido em 756), e teve descendência (um filho)
    - Casou-se com Xiao Sheng de Lanling (蘭陵／兰陵 萧升), e teve descendência (cinco filhos, uma filha)